# Ланка (авіація)

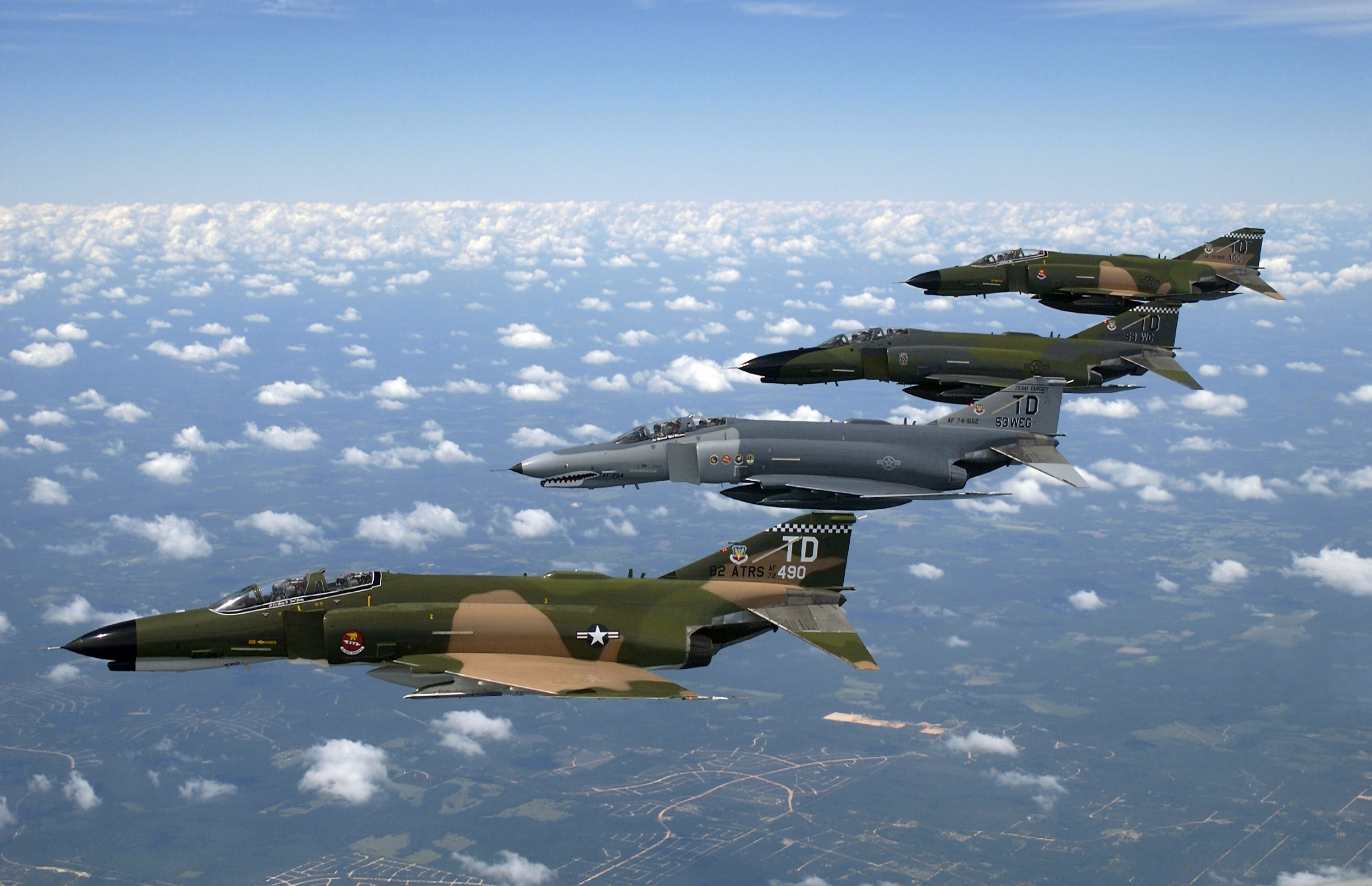
Ланка штурмовиків F-4 «Фантом» II в небі. 1997

Авіаційна ла́нка — найменший тактичний підрозділ у військово-повітряних силах, здатний самостійно вирішувати бойові завдання. За військовою спроможністю відповідає роті, сотні сухопутних військ. Може діяти як у складі ескадрильї чи більших з'єднань, так і самостійно. З точки зору військової організації відповідає військовій частині. 
Зазвичай ланка містить 3-4 літаки. Проте залежно від роду (виду) авіації, може складатися з різної кількості літаків.  У винищувальній і винищувально-бомбардувальній авіації ланка ділиться на пари літаків.

Вперше термін «ланка» у військовій авіації з'являється в 1912 році, коли перші літаки (винищувачі, бомбардувальники, літаки-розвідники) почали організовувати в перші повітряні формації для проведення різних тактичних маневрів та бойових дій.

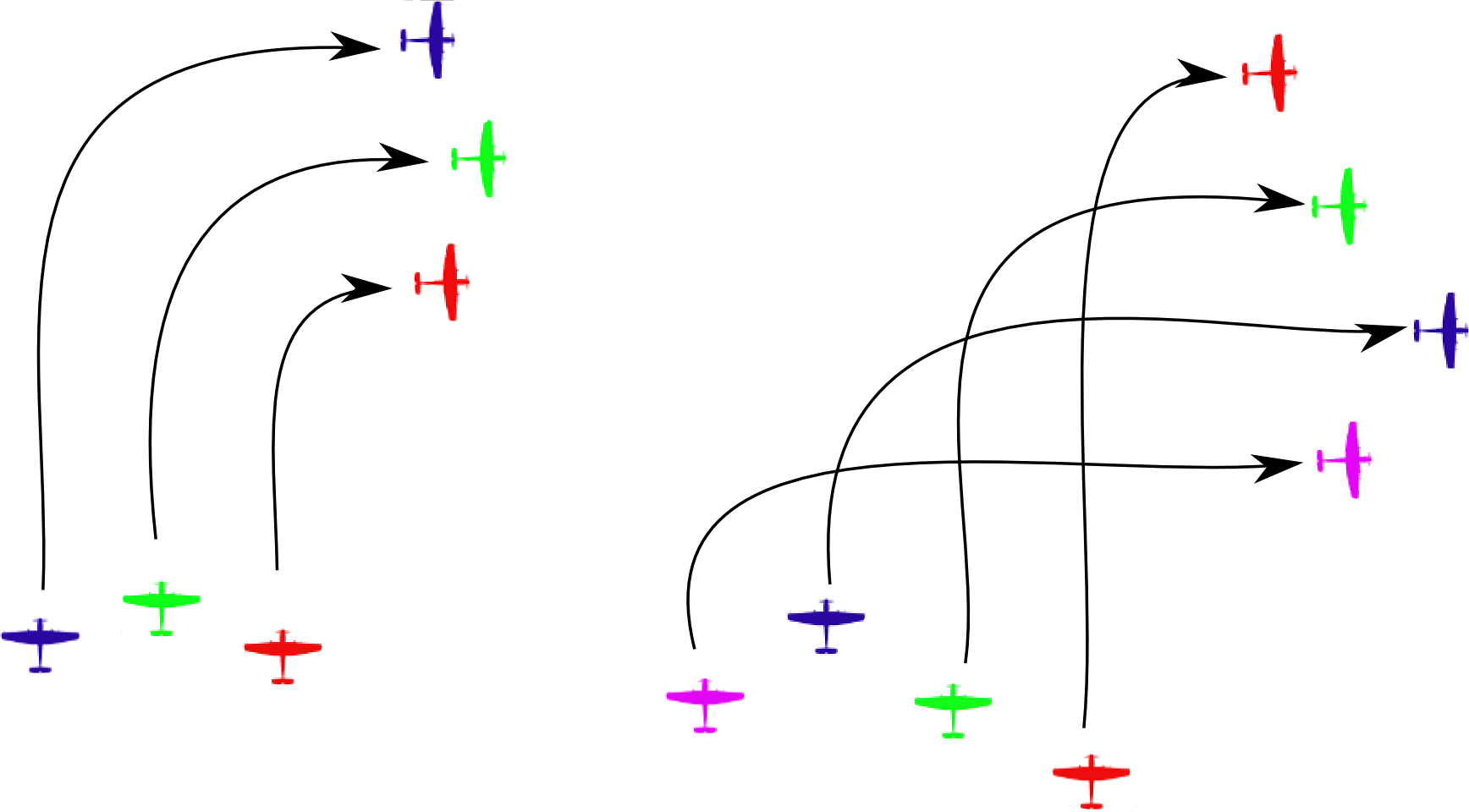
Перешикування ланки бойових літаків у повітрі (схема).

## Див. також

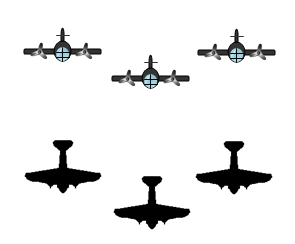
Ланка бойових літаків Люфтваффе у бойовому порядку (схема).